# Rockwell B-1 Lancer
Rockwell B-1 Lancer je americký nadzvukový těžký bombardér s měnitelnou geometrií křídel. Běžně se nazývá „Bone“ (od „B-One“). Spolu s letouny B-2 Spirit a B-52 Stratofortress je jedním ze tří strategických bombardérů ve flotile amerického letectva.
B-1 byl poprvé představen v 60. letech 20. století jako platforma, která by kombinovala rychlost 2 Machy letounu B-58 Hustler s doletem a užitečným zatížením letounu B-52, přičemž měla nakonec nahradit oba bombardéry. Po dlouhé sérii studií vyhrála firma Rockwell International (nyní součást Boeingu) soutěž o design, ze kterého vzešel B-1A. Tato verze měla nejvyšší rychlost 2,2 Machy ve velké nadmořské výšce a schopnost létat na velké vzdálenosti rychlostí 0,85 Machu ve velmi nízkých nadmořských výškách. Kombinace vysokých nákladů na letoun, zavedení řízené střely AGM-86, která létala stejným základním profilem a včasná práce na „stealth“ bombardéru významně ovlivnila potřebu B-1. Po výrobě prototypů B-1A byl v roce 1977 program zrušen.
Program byl obnoven v roce 1981 převážně jako prozatímní opatření kvůli zpožděním v programu bombardéru B-2, který nakonec dosáhl počáteční operační schopnosti v roce 1997, což vedlo k přepracování letounu jako B-1B, který se lišil od B-1A tím, že měl nižší nejvyšší rychlost ve velké nadmořské výšce 1,25 Machu, ale měl lepší výkony v nízké nadmořské výšce 0,96 Machu. Dále byla značně vylepšena elektronika a drak, aby umožnil vzlet s maximálním možným zatížením palivem a výzbrojí. Dodávky letounů B-1B začaly v roce 1986 a formálně vstoupil do služby u Strategic Air Command (SAC) jako jaderný bombardér ve stejném roce. V roce 1988 bylo dodáno všech 100 letadel.
Na začátku devadesátých lech po válce v Zálivu a souběžně s reorganizací SAC na nově vytvořené Air Combat Command byla úloha B-1B změněna na konvenční bombardování. Bojově byl poprvé nasazen během operace Desert Fox v roce 1998 a poté během operací NATO v Kosovu následujícího roku. Dále B-1B podporoval vojenské síly USA a NATO v Afghánistánu a Iráku. Letectvo mělo v září 2012 v provozu 66 strojů B-1B, přičemž v roce 2018 to bylo 62 kusů.. Očekává se, že B-1B bude nadále sloužit do 30. let 21. století s tím, že výměna za letouny Northrop Grumman B-21 Raider začne po roce 2025. V inventáři je s B-1 počítáno do roku 2036.

## Vývoj

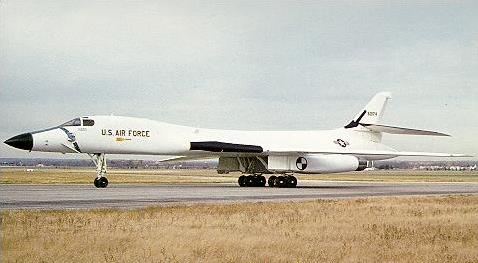
Prototyp B-1A

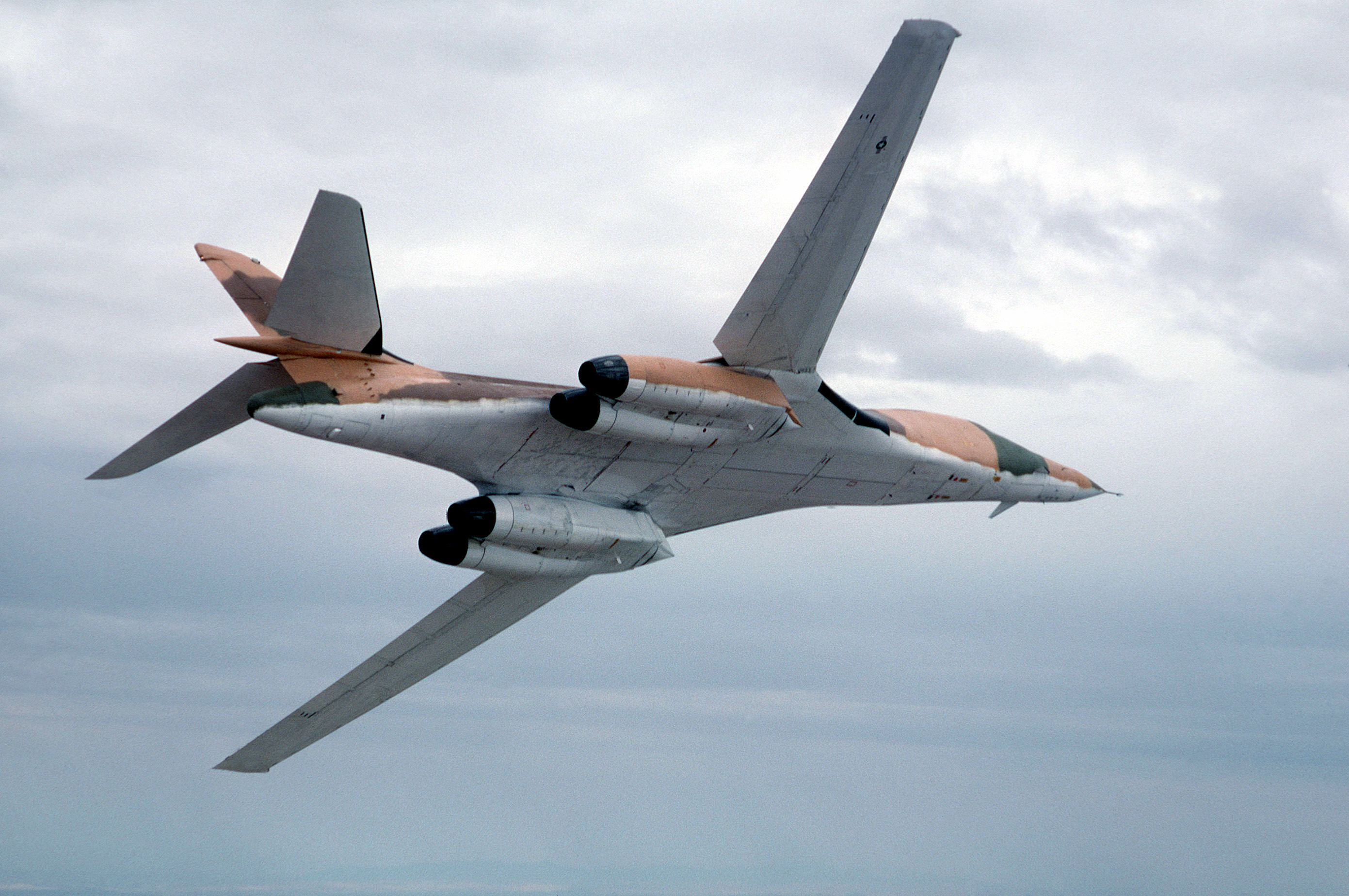
B-1A za letu

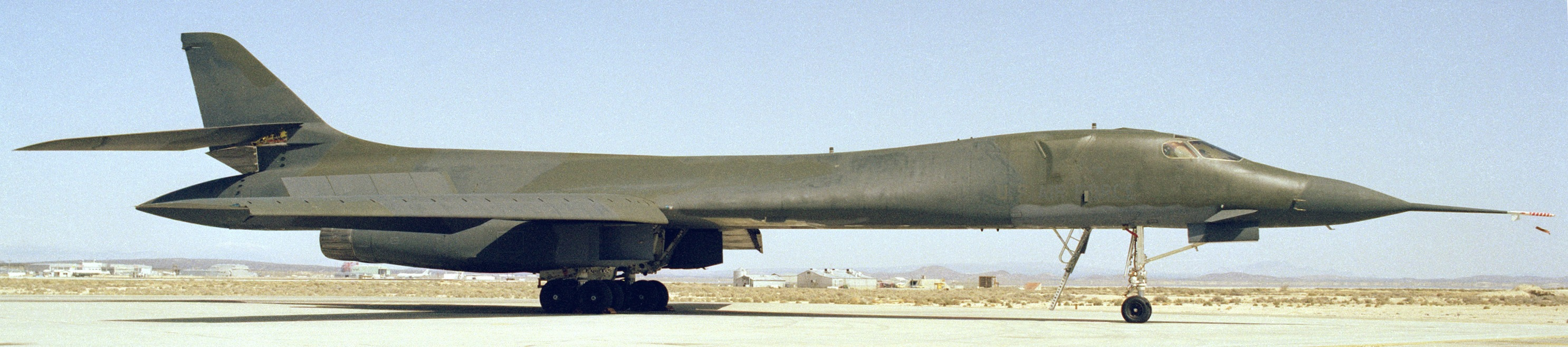
B-1A v roce 1984

Vývoj letounu započal na prahu šedesátých let. Roku 1964 zadalo USAF požadavek na vývoj letounu označeného AMSA (Advanced Manned Strategic Aircraft) — tedy bombardér letící rychlostí 2 M ve výšce 15 240 metrů či mírně podzvukovou rychlostí u země. Ten měl ve službě plně nahradit letouny typu B-52. Vývojem letounu byla pověřena firma North American Rockwell a roku 1969 bylo typu přiděleno označení B-1A. Jeho hlavním úkolem bylo proniknout vysokou rychlostí sovětskou protivzdušnou obranou a udeřit na Moskvu.
Roku 1970 získal Rockwell objednávku na sériovou výrobu 240 kusů B-1A. Dne 23. prosince 1974 vzlétl na letišti v Palmdale první prototyp B-1A a v několika následujících letech se do zkoušek zapojily ještě tři další prototypy. Jelikož se však jednotková cena za B-1A vyšplhala z původně očekávaných 50 milionů dolarů na dvojnásobek, prezident Jimmy Carter v roce 1977 program zrušil a nechal pokračovat pouze ve zkouškách prototypů.
Nový prezident Ronald Reagan naopak začal intenzivně vyzbrojovat všechny složky amerických ozbrojených sil a přerušený program proto roku 1981 obnovil. Přes odpor amerického Kongresu prosadil objednávku 100 kusů upravené verze B-1B. První kus B-1B vzlétl 18. října 1984 a plynulé dodávky nového letounu začaly v červenci následujícího roku. Poslední stý vyrobený kus B-1B byl letectvu předán v roce 1988.

## Konstrukce

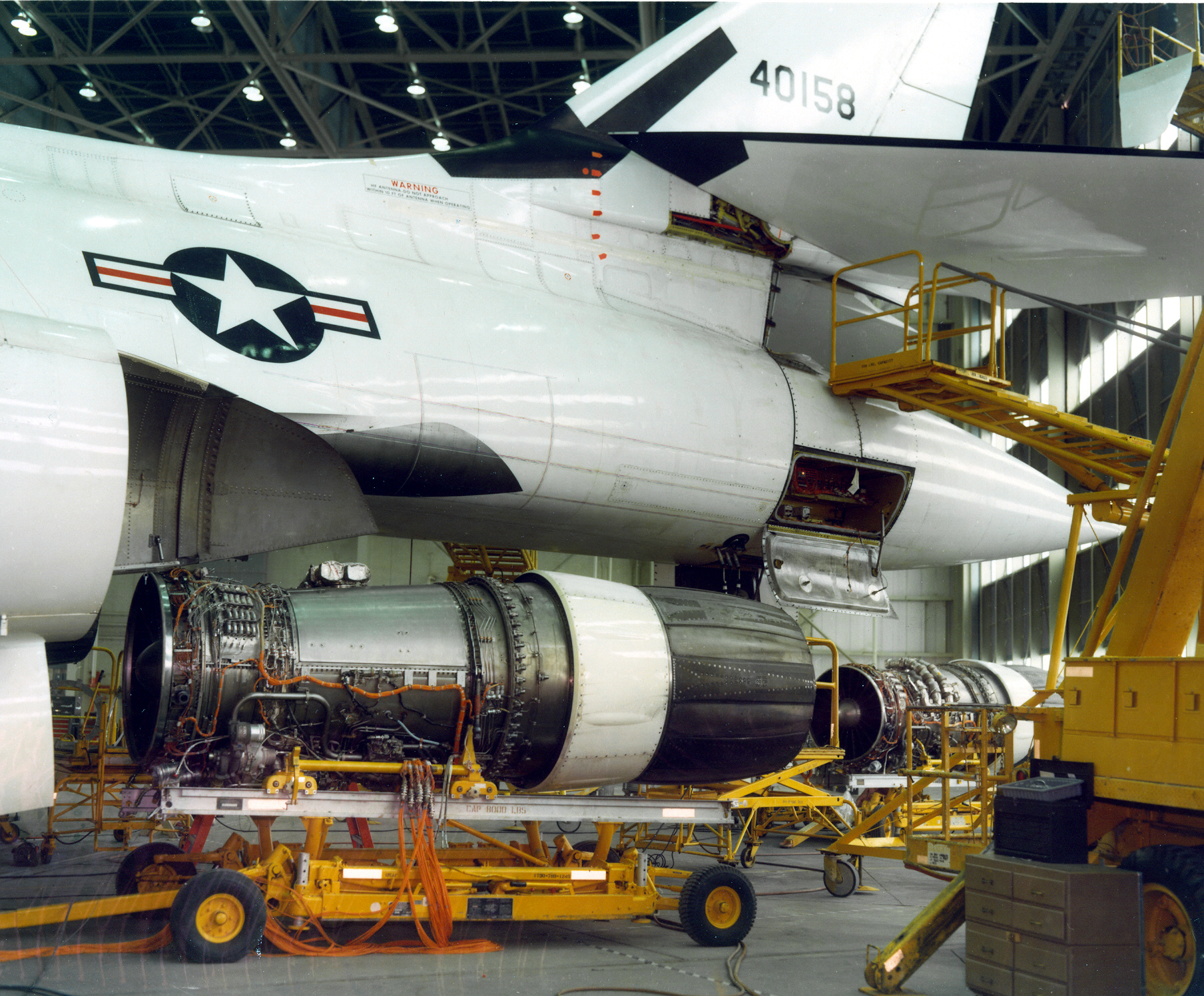
Výměna motoru B-1A

B-1B je dolnoplošník s měnitelnou geometrií křídel dosahující oproti B-1A mírně nadzvukové rychlosti, ale s daleko větší nosností, než měly původní prototypy, ale s nestrategickým doletem. Toto letadlo B-1B mělo mezikontinentální dolet jen jako prázdné, jako plné muselo být 2krát doplněno palivem za letu. Konstrukce draku byla zesílena tak, aby vydržela let v malých výškách nízkou podzvukovou rychlostí. Požadovaná maximální rychlost se přitom snížila na 1,25 M. Konstrukce letounu je převážně ze slitin hliníku a titanu. U letounu je přitom využita jen malá část technologie stealth — upraveny byly například vstupy motorů a stroj dostal nátěr pohlcující radarové záření. Díky tomu je na radaru protivníka zobrazen asi jako setina letounu B-52.
Křídlo letounu má pevnou vnitřní část a nastavitelné vnější části, otáčející se na titanových čepech. Je u něj možné nastavit úhly 15°, 25°, 45°, 55° či 67,5°. Letoun pohání čtyři motory General Electric F101-GE-102 s maximálním tahem 64,94 kN (136,92 s přídavným spalováním). Osm palivových nádrží pojme 112 635 litrů paliva a další přídavné nádrže po 10 996 litrech mohou být umístěny v pumovnici.
Tři vnitřní pumovnice pojmou až 34 020 kg výzbroje, ať už se jedná o různé druhy pum, řízených střel či min. Šestice vnějších závěsů s nosností 27 000 kg byla určena k nesení jaderných zbraní, ty ovšem byly pro výzbroj B-1B zakázány smlouvou START I.
Čtyřčlennou posádku tvoří dva piloti a dva zbraňoví specialisté sedící na vystřelovacích sedadlech (v původních B-1A všichni seděli v záchranném modulu, který se mohl celý oddělit od trupu letounu). V přídi letounu se nachází multifunkční radar Westinghouse AN/APQ-164. Nově byl pro letoun vyvinut modernizovaný elektronický obranný systém AIL ALQ-161A. Na horní straně trupu pak letoun nese výmetnice protiradiolokačních a infračervených klamných cílů. V průběhu služby byly všechny letouny postupně modernizovány a s jejich provozem se počítá minimálně do roku 2040.

## Služba

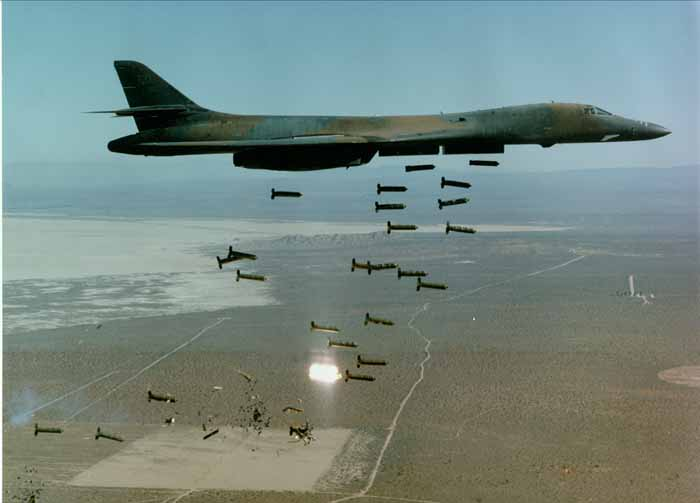
B-1B shazuje pumy

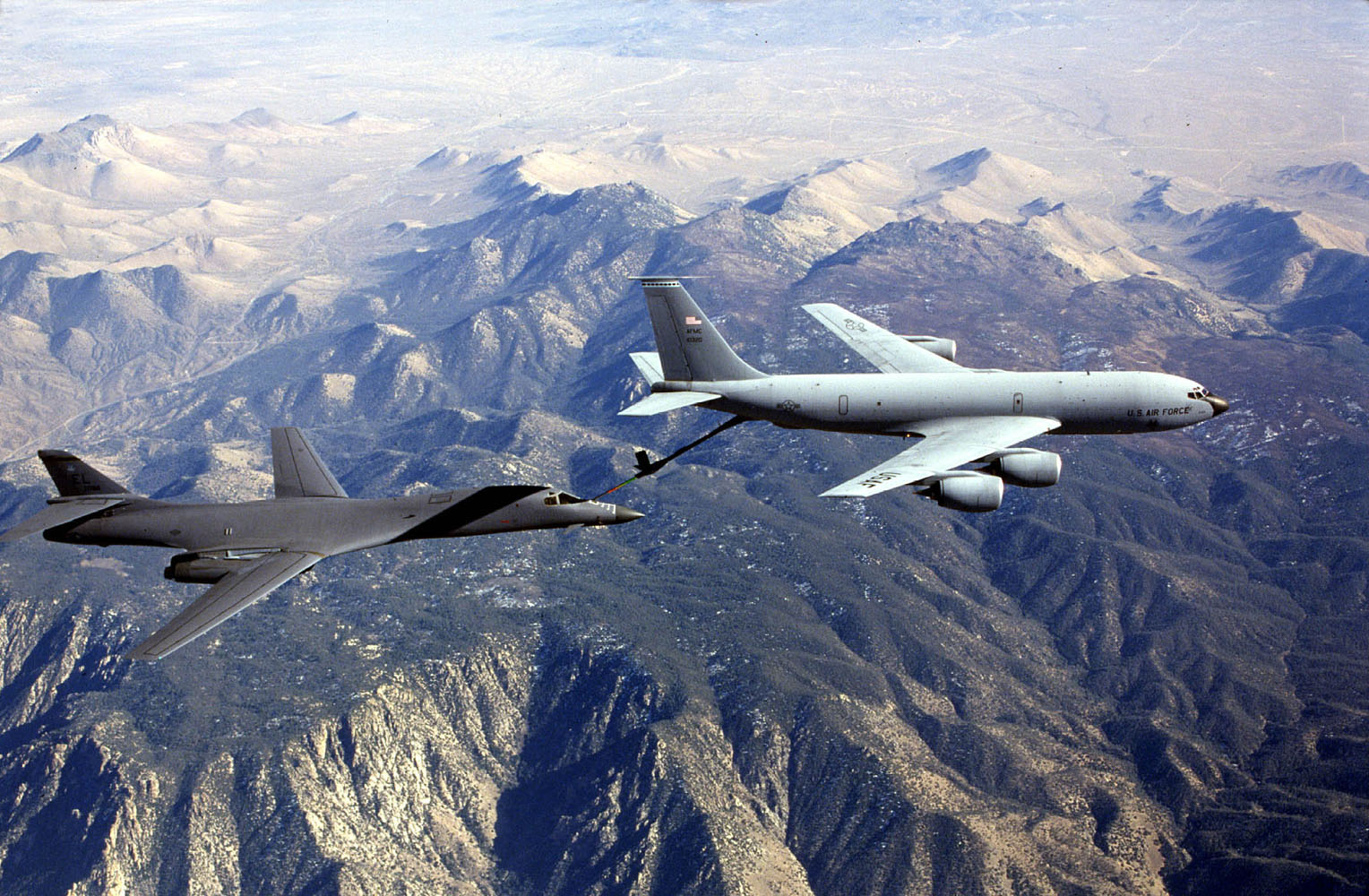
B-1B doplňuje palivo z letounu KC-135R Stratotanker

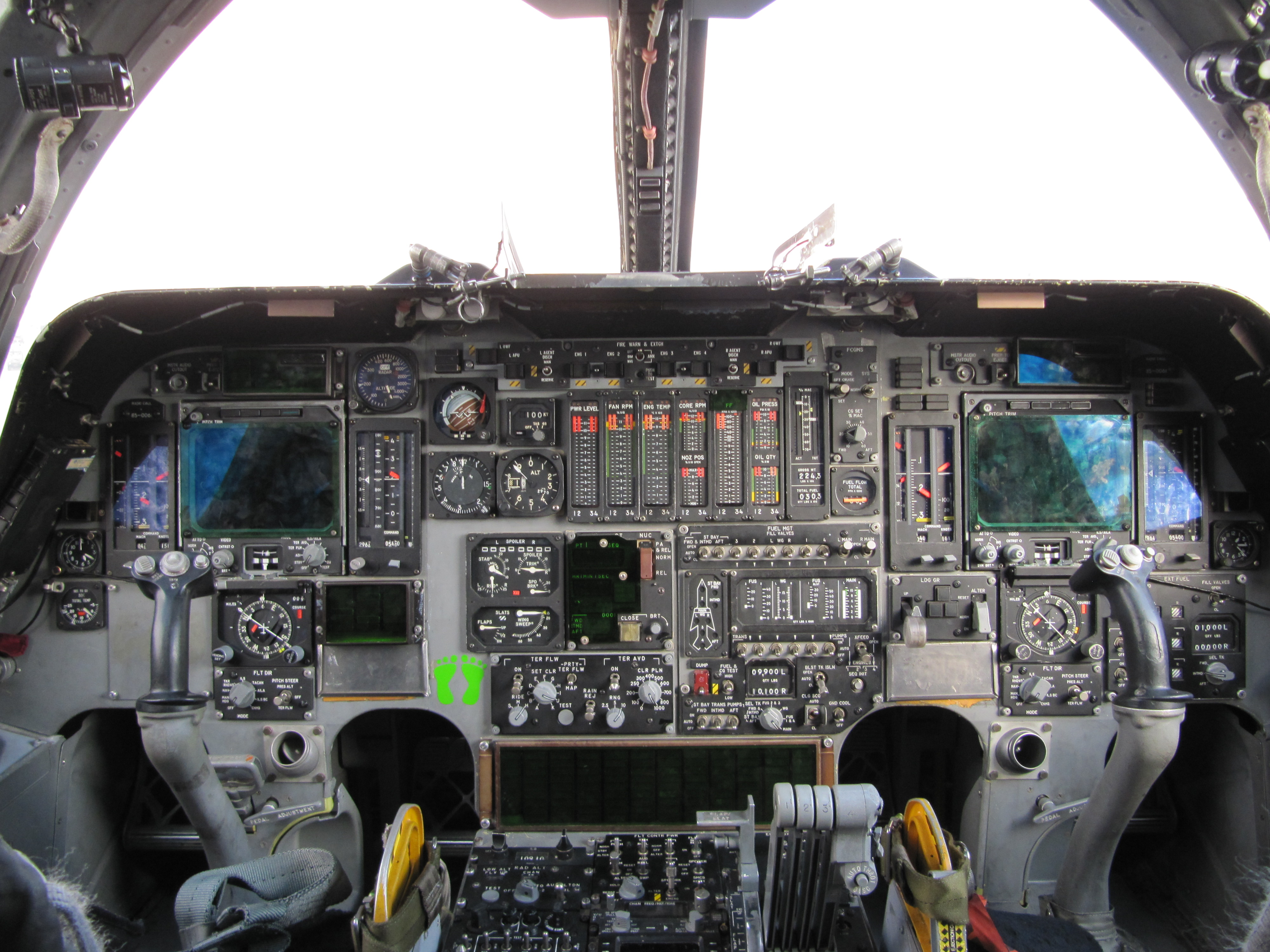
Kokpit B-1B

Dne 7. července 1985 Strategic Air Command převzala svůj první letoun B-1B Lancer „Star of Abilene“ (sériové číslo 83-0065). Tento konkrétní letoun sloužil do roku 2003.
Typem B-1B byly postupně vybaveny čtyři bombardovací křídla (96., 28., 319. a 384. Bomb Wing) a několik zkušebních a cvičných jednotek. Nestaly se však náhradou bombardérů typu B-52, které ve výzbroji strategického letectva (Strategic Air Command) pouze doplnily, stejně jako doplňovalo na sovětské straně 267 ks Tu-22M3. Při službě v rámci strategického letectva držely bombardéry B-1B nepřetržitou pohotovost spolu s tankovacími letadly k provedení jaderného úderu, za předpokladu překonání sovětského vzdušného prostoru, který však již v době nasazení B-1B byl vybaven raketovými systémy S-300, jež zaručovaly jeho neproniknutelnost.[zdroj⁠?!]
Po skončení studené války a zrušení strategického letectva však bylo jejich využití přehodnoceno směrem k provádění globálních úderů konvenční výzbrojí, pro což byly vybaveny vylepšenými elektronickými obrannými systémy.
Pro úsporu peněz se po roce 2000 různá část letounů nacházela v rezervě, což mělo pomoci uspořit prostředky na další průběžné modernizace. Úspěšné nasazení B-1B v roli rychlých taktických bombardérů nad územím Iráku a Afghánistánu, které nebylo chráněno PVO, ale zabránilo dalšímu snižování stavu operačních strojů. Pod označením FIDL (Fully Integrated Data Link) je naopak připravována výrazná modernizace elektronických systémů B-1B.

### Operace Pouštní liška
Prvním operačním nasazením letounu byl úspěšný nálet na cíle v Iráku dne 17. prosince 1998, který během Operace Pouštní liška provedla dvojice B-1B startujících ze základny Thumrait v Ománu. Tato operace byla čtyřdenní bombardovací kampaní Spojených států a Velká Británie proti vybraným iráckým cílům. Letouny B-1B při své první akci napadly kasárny Republikánských Gard v Al Kut a v rámci operace provedly ještě dva jiné nálety. Vždy používaly klasické železné pumy.

### Operace Spojenecká síla
Dalším nasazením bylo bombardování Jugoslávie během Operace Spojenecká síla mezi březnem a červnem 1999. Do náletů se zapojilo šest strojů B-1B operující z anglické základny ve Fairfordu. Tyto letouny svrhly při 2 % operačních letů NATO 20 % hmotnosti všech pum. Při náletech používaly vlečené klamné cíle, na které se zaměřovaly jugoslávské řízené střely. Samy přitom shazovaly konvenční železné pumy.

### Operace Trvalá svoboda
B-1B byly od roku 2001 nasazovány v rámci Operace Trvalá svoboda. Při operacích nad Afghánistánem byly tyto letouny převážně používány v doposud neobvyklé roli taktických bombardérů, ve které se velice osvědčily. Obvykle přitom hlídkovaly ve vymezených oblastech a jsou ze vzduchu či země naváděny na objevené cíle. Mimo klasických pum přitom používaly i přesnou naváděnou munici (například pomocí GPS). Od roku 2008 je pro navádění pum používán kontejner se zaměřovacím systémem AN/AAQ-33 Sniper XR.

### Válka v Iráku
Intenzivní nasazení čekalo B-1B rovněž ve válce v Iráku, které se od jejího počátku v roce 2003 účastnilo hned 11 kusů operujících z Ománu.

## Nehody a incidenty
V letech 1984 až 2000 bylo osm kusů B-1B ztraceno při nehodách. První bojovou ztrátou byl B-1B, který se 12. prosince 2001 zřítil do Indického oceánu při návratu z mise na základnu Diego García.
Jeden letoun se zřítil 20. srpna 2013 v neobydlené oblasti poblíž Broadusu na jihovýchodě amerického státu Montana. Letoun vystartoval na rutinní cvičný let z mateřské základny Ellsworth v Jižní Dakotě. Členové posádky uvedli, že před havárií měli problémy při manévrování. Letoun byl ztracen, posádka stihla vyskočit. Zatím poslední nehoda tohoto stroje se stala v americkém státě Jižní Dakota dne 5. 1. 2024, kdy B-1 Lancer havaroval v 17:50 (9:50 SEČ) při pokusu o přistání na základně. Posádka se stihla katapultovat. K nehodě došlo ve chvíli, kdy se posádka pokoušela s bombardérem přistát během cvičné mise, při čemž ztratila nad letounem kontrolu.

## Uživatelé
USA
United States Air Force mělo k prosinci 2015 k dispozici 60 sériově vyrobených letadel:
- 7. bombardovací křídlo – základna Dyess, Texas[21]
- 28. bombardovací křídlo – základna Ellsworth, Jižní Dakota[22]
- 57. bombardovací křídlo – základna Nellis, Nevada

## Specifikace (B-1B)

### Technické údaje
- Posádka: 4
- Rozpětí: 
  - maximální – rozložené: 41,67 m
  - minimální – složené: 23,8 m
- Délka: 45,78 m
- Výška: 10,24 m
- Nosná plocha: 181,2 m²
- Plošné zatížení: 816 kg/m²
- Profil křídla: NA69-190-2
- Hmotnost prázdného stroje: 87 090 kg
- Vzletová hmotnost: 148 000 kg
- Maximální vzletová hmotnost: 216 365 kg
- Pohonné jednotky: 4× dvouproudový motor General Electric F101-GE-102 s přídavným spalováním
  - Tah: 64,94 kN každý
  - Tah s přídavným spalováním: 136,92 kN každý

### Výkony
- Maximální rychlost: 1,25 M (1330 km/h), 0,92 M (u země)
- Praktický dostup: 15 240 m
- Dolet:
  - Bojový: 5543 km
  - Přeletový: 12 000 km
- Tah/Hmotnost: 0,38

### Výzbroj
- 3 vnitřní pumovnice pro 34 020 kg výzbroje,[9] přičemž v každé ze tří vnitřních pumovnic může být nesena válcová palivová nádrž o objemu 10 996 litru.[8]
- 6 vnějších závěsů s nosností 27 000 kg bylo určeno k nesení jaderných zbraní, které byly zakázány smlouvou START I.[10]

- Varianty výzbroje:
  - 4× jaderná puma typu B28-0 či B28-1 (až 1,45 MT)
  - 24× lehká jaderná puma typu B61 (10-500 kT)
  - 24× jaderná puma typu B83 (1-2 MT)
  - 24× střela AGM-69A SRAM (Short Range Attack Missile) s jadernou hlavicí W69 (170 kT)
  - 8× střela s plochou dráhou letu AGM-86B ALCM (Air-Launched Cruise Missile) s jadernou hlavicí W80-1 (170 kT)
  - 16× střela s plochou dráhou letu AGM-129A ACM (Advanced Cruise Missile) s jadernou hlavicí
  - 84× „železných“ pum Mark 82 (500 liber)
  - 24× „železných“ pum Mark 84 (2000 liber)
  - 30× kazetová puma CBU-87 CEM (Combined Effect Munition)
  - 30× kazetová puma CBU-97 SFW (Sensor Fused Weapon)
  - 30× kazetová puma CBU-103/104/105 WCMD (Wind Corrected Munition)
  - 24× puma GBU-31 JDAM GPS (Joint Direct Attack Munition, GPS navádění, 2000 liber)
  - 84× puma GBU-38 JDAM (Joint Direct Attack Munition, 500 liber)
  - 24× střela AGM-158 JASSM (Joint Air-to-Surface Standoff Missile)
  - 12× střela AGM-154 JSOW (Joint Standoff Weapon)
  - 84× námořních min Mark 62 (500 liber)
  - 24× námořních min Mark 65 (2000 liber)